# Mertens (Texas)
Pour les articles homonymes, voir Mertens.
La ville américaine de Mertens est située dans le comté de Hill, dans l’État du Texas. Elle comptait 125 habitants lors du recensement de 2010.

## Source
- (en) Cet article est partiellement ou en totalité issu de l’article de Wikipédia en anglais intitulé « Mertens, Texas » (voir la liste des auteurs).